# 六甲道站

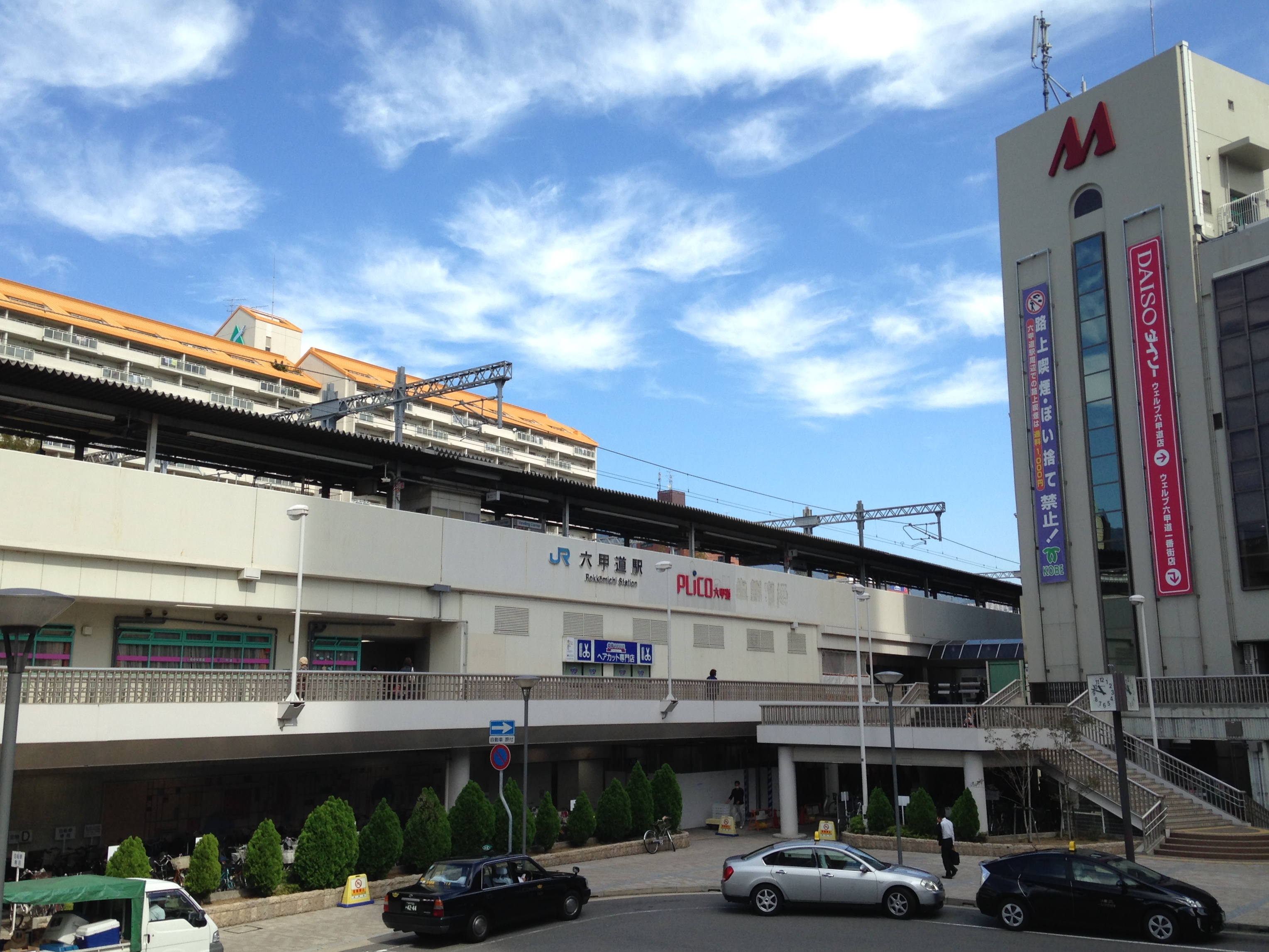
南出口（2014年10月10日）

六甲道站（日语：／ Rokkōmichi eki */?）是位於兵庫縣神戶市灘區永手町四丁目，西日本旅客鐵道（JR西日本）東海道本線（JR神戶線）的車站。車站編號為JR-A58。

## 歷史

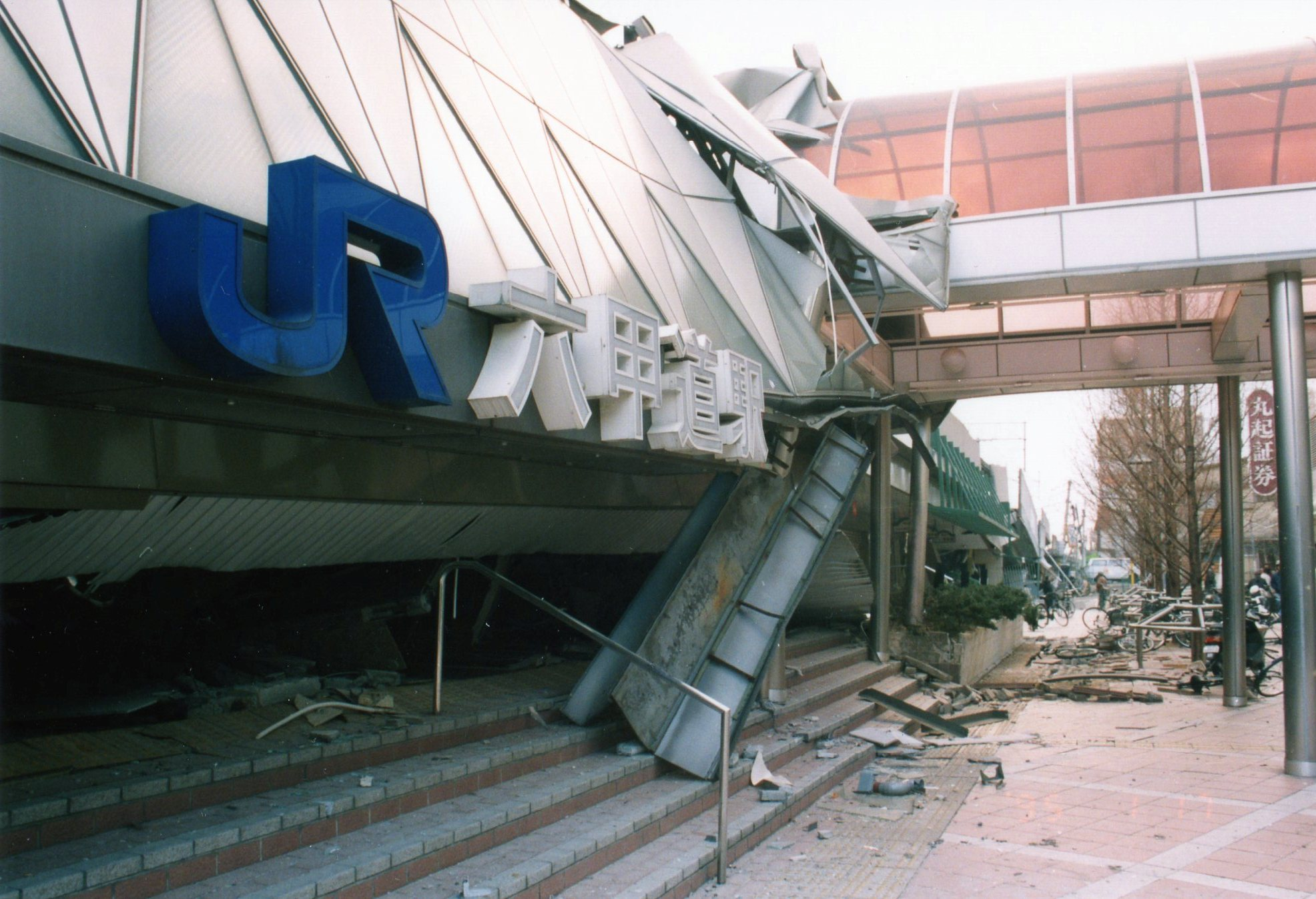
在阪神大地震後被損毀的車站

在1934年（昭和9年）7月20日，吹田站至須磨站之間的省線電車開始營運，當時塚本站、立花站、甲子園口站、此站、元町站均同時啟用。車站名稱的來源是前往六甲山的登山道而得名。在車站建成後，沿線開展住宅區開發項目。
在1995年1月17日5:46發生阪神大地震，在數年前重建的車站大樓中，部分第1層與高架橋損毀。當初，在移走瓦礫開始復原時，曾經表示需要2年時間建進新高架橋，隨後在診斷結果中，由於敷設路軌的橋樑與路床沒有倒塌，因此只要把路盤使用千斤頂升至10米高的位置（回復在發生地震前的水平），然後修復倒塌的橋柱。這個前代未聞的工程由奧村組負責進行。在發生地震後約3個月後，在4月1日重新開通。當時這個復原工程在2005年（平成17年）1月11日在《Project X〜挑戰者〜》（NHK綜合頻道）節目中的「《鐵道分斷 緊急行動 奇蹟的74日之間》～阪神、淡路大地震～」播出。在2019年（平成30年）1月15日，由關西電視台製作，於富士電視台系列中播出的《BRIDGE 開始1995.1.17神戶 （页面存档备份，存于）》（關西電視台開台60周年紀念特別節目）也有提及此站復原工程。
另外，在車站重新營業時，於神戶市的車站周邊實施震災復興事業。隨後，包括此站為內成為「神戶東部副都心」。

### 年表
- 1934年（昭和9年）7月20日 - 國有鐵道東海道本線吹田站至須磨站之間的電氣化運輸開始同時，於住吉至東灘站（貨運車站，現時為摩耶站）之間新設此站。為旅客車站。
- 1972年（昭和47年）4月20日 - 成為快速停車站（外側線的快速則為通過）。
- 1976年（昭和51年）10月26日 - 住吉站至東灘站之間高架化工程完成。成高架化項目的一環，在1871年（明治4年）7月完成的舊・石屋川隧道（日语：石屋川トンネル）（日本首條鐵路隧道）廢棄。
- 1987年（昭和62年）4月1日 - 伴隨國鐵分割民營化，車站由西日本旅客鐵道（JR西日本）營運。
- 1988年（昭和63年）3月13日 - 外側線的快速也停站（即所有快速班次均停站）[1]。同日，制定路線別名「JR京都線」。
- 1995年（平成7年）
  - 1月17日 - 發生阪神大地震，使車站大樓倒塌，路線不通。
  - 4月1日 - 住吉站至灘站之間重開。同日，JR神戶線全線重新營運。
- 1997年（平成9年）2月16日 - 引入JR神戶線標準進站音樂「細波」。
- 2002年（平成14年）7月29日 - 引入JR京都・神戶線運行管理系統（日语：アーバンネットワーク運行管理システム#JR京都・神戸線システム）。
- 2003年（平成15年）11月1日 - 此站可以使用IC卡ICOCA[2]。
- 2007年（平成19年）3月18日 - 更新車站自動廣播（日语：駅自動放送）。
- 2014年（平成26年）12月13日 - 3號月台試用升降式月台閘[3]。在試用完成後於2015年（平成27年）3月以後正式使用。
- 2015年（平成27年）3月12日 - 進站警告聲停止使用，進站音樂JR神戶線標準「細波」的音質變更[4]。
- 2017年（平成29年）
  - 1月6日 - 升降式月台閘從原型更換為量產型，使該閘暫時撤走。
  - 3月4日 - 升降式月台閘更換量產型完成，再次設有升降式月台閘。
- 2018年（平成30年）3月17日 - 引入車站編號並開始使用[5]。

## 車站構造

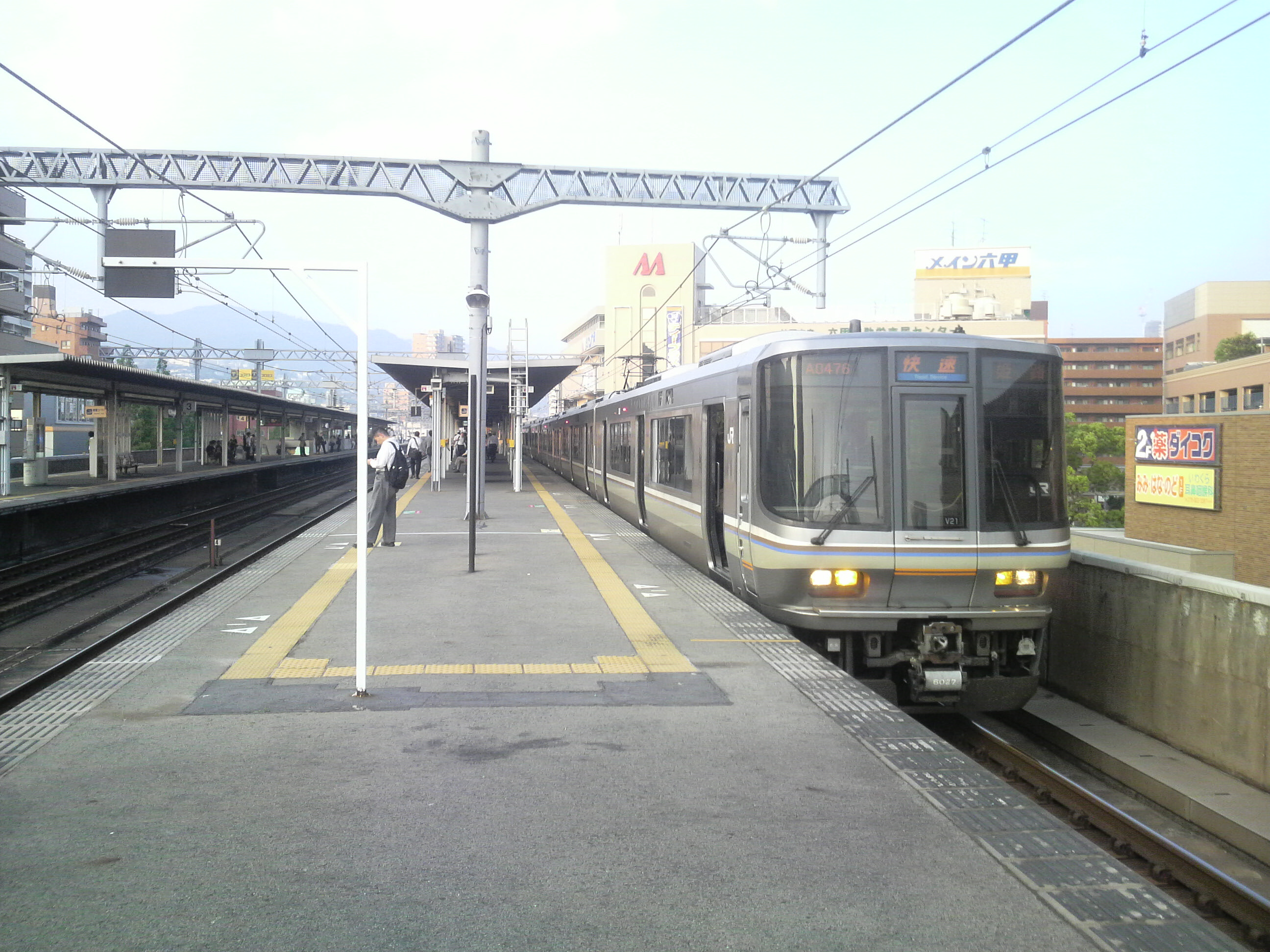
六甲道站1號月台停站中往姬路的快速電車(下午6時時段)

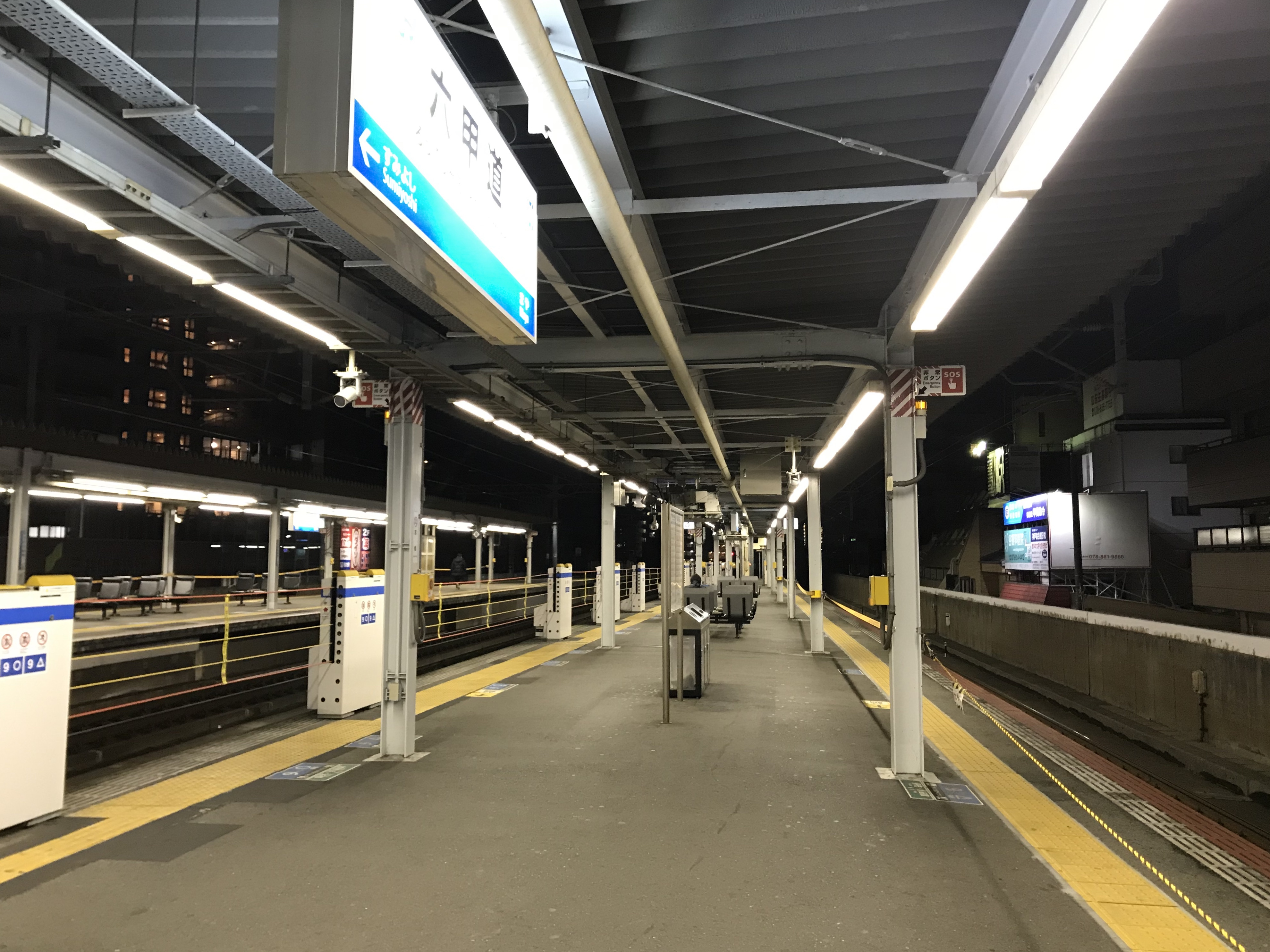
3、4號月台。3號月台設有升降式月台閘。

車站為一座高架車站，設有2面4線的島式月台，月台可容納12卡車廂。車站設有轉轍器和絶對信號機，被定義為停留所。
車站大樓內曾經設有JR西日本交通服務營運的站內托兒所「JR六甲道兒童房」，在2014年3月關閉。改由委托灘區內的社會福祉法人「同朋福祉會」營運，在4月起名為「小規模保育園六甲道」。
此站從神戶一方至住吉前的區間為無道碴道床。
此站位於JR特定都區市內制度中，「神戶市內」的車站。在都市網絡範圍內的車站。此站可使用ICOCA與互相使用的IC卡。此站為直營車站，由三之宮站管理。

### 月台配置
| 月台 | 路線     | 方向 | 軌道   | 目的地               | 備註                 |
| ---- | -------- | ---- | ------ | -------------------- | -------------------- |
| 1    | JR神戶線 | 下行 | 外側線 | 三之宮、姬路方向     | 平日早上部分快速列車 |
| 2    | JR神戶線 | 下行 | 內側線 | 三之宮、姬路方向     |                      |
| 3    | JR神戶線 | 上行 | 內側線 | 尼崎、大阪、京都方向 |                      |
| 4    | JR神戶線 | 上行 | 外側線 | 尼崎、大阪、京都方向 | 早上部分快速列車     |

- 以上的路線名是使用旅客資訊上的名稱（別名、愛稱）。
- 於此站通過的特急、新快速、貨物列車均使用1、4號月台。除了下述的停站列車外，均使用2、3號月台，1、4號月台基本上會使用繩圍封。
- 1號月台往三之宮、姬路方向的停站列車中，包括平日早上快速列車。星期六及假日沒有列車使用1號月台停站。
- 4號月台往大阪方向的停站列車中，包括平日早上繁忙時間的快速列車，以及星期六及假日早上部分快速列車。

## 時間表
在日間時段中，每小時設有12班列車（快速4班，普通8班）。在早上繁忙時段會較多班次。

## 使用情況
根據《兵庫縣統計書》和《數據中看見JR西日本》，在2018年（平成30年）度1日平均上車人次為26,451人，在JR西日本車站中排名第32位。
根據《神戶市統計書》（神戶市企劃調整局綜合計劃課編寫）和《兵庫縣統計書》，以下為近年1日平均乘車人次：
| 年度   | 1日平均 上車人次 |
| ------ | ---------------- |
| 1999年 | 22,591           |
| 2000年 | 23,499           |
| 2001年 | 23,777           |
| 2002年 | 23,838           |
| 2003年 | 23,917           |
| 2004年 | 24,424           |
| 2005年 | 24,940           |
| 2006年 | 25,286           |
| 2007年 | 25,523           |
| 2008年 | 25,366           |
| 2009年 | 24,740           |
| 2010年 | 24,735           |
| 2011年 | 24,748           |
| 2012年 | 24,929           |
| 2013年 | 25,307           |
| 2014年 | 25,485           |
| 2015年 | 26,057           |
| 2016年 | 26,460           |
| 2017年 | 26,718           |
| 2018年 | 26,451           |

## 車站周邊
車站位於神戶市灘區市區，設有灘區綜合廳舍與大規模商業設施，高層大廈。在區政廳遷移後仍然為市區。在此站以南約600米為阪神電車本線新在家站，以北約700米為阪急電鐵神戶線六甲站。
- 灘區政廳（Uerubu六甲道4番街2番館1樓至6樓）
- 神戶大學
- 神戶松蔭女子學院大學（日语：神戸松蔭女子学院大学）・短期大學部
- 親和中學校·親和女子高等學校（日语：親和中学校・親和女子高等学校）
- 六甲道南公園（神戶市的震災復興事業（日语：震災復興再開発事業），於2005年9月15日竣工）
- Main六甲A大廈
  - 美食城（Daiei（日语：ダイエー）） 2、3樓
  - 六甲道勤勞市民中心 4、5樓
  - 港銀行（日语：みなと銀行） 六甲道分店 1樓
- Uerubu六甲道1～6番街
  - 食品超市TOHO  JR六甲道站前店
  - Higuchi藥局 六甲道店
  - 三井住友銀行 灘分店 （1番街1F）
  - 但馬銀行（日语：但馬銀行） 六甲道分店 （2番街1F）
  - 東進衛星預備校 六甲道站前校（2番街第2層）
  - 個別館 Uerubu六甲道校（UP教育企劃）（3番街3F）
  - 三菱日聯銀行 東神戶分店（4番街1番館1F）
  - 京都銀行 六甲道分店 （4番街1番館1F）
  - Central Sports Club（日语：セントラルスポーツ） 六甲道 （5番街1番館1F - 2F）
  - 櫻口郵局 （5番街1番館1F）
- 成德地域福祉中心（成德小學內）
- 甲南漬（日语：甲南漬）資料館
- Foresta六甲
  - Pantry（日语：大近） Foresta六甲店
  - Amigo書店 六甲道站前店
  - 北乃庄
  - 神戶市立灘圖書館（日语：神戸市立灘図書館）
- J Mall六甲道→Prico六甲道（車站大廈）
  - 珍寶卡啦OK廣場（日语：ジャンボカラオケ広場） JR六甲道店（西館）
- Panniers六甲
- 灘溫泉（日语：灘温泉）六甲道店
- 關西超市（日语：関西スーパー）琵琶店
- Coop神戶（日语：生活協同組合コープこうべ）Coop 六甲

## 巴士路線
- 36（日语：神戸市バス魚崎営業所#36系統）、16（日语：神戸市バス魚崎営業所#16系統） 經櫻口 往阪神御影
- 16 經阪急六甲、高羽町往六甲索道下（日语：六甲ケーブル下駅）
- 36 經阪急六甲、神戶大學往鶴甲團地方向
- 18（日语：神戸市バス中央営業所#18系統） 經阪急六甲、摩耶索道下（日语：摩耶ケーブル駅）、布引往三宮
- 2（日语：神戸市バス石屋川営業所#2系統） 經阪急六甲、布引往三宮
- 32（日语：神戸市バス石屋川営業所#32系統） 經阪急六甲往御影山手方向
- 26（日语：神戸市バス石屋川営業所#26系統） 經阪急六甲、神戶海星醫院、昭生醫院前往六甲索道下
- 100（日语：神戸市バス石屋川営業所#100系統） 經櫻口、將軍通往HAT神戶（日语：HAT神戸）方向
- 102（日语：神戸市バス石屋川営業所#102系統） 經櫻口、將軍通、青谷、摩耶索道下往高尾、美野丘小學方向
- 103（日语：神戸市バス石屋川営業所#103系統） 經櫻口、新在家南住宅阪神大石往將軍通方向
- 106（日语：神戸市バス石屋川営業所#106系統） 經阪急六甲、高羽小學往六甲索道下
- 臨時 往松蔭女子學院（日语：松蔭女子学院） （只於平日早上上學時段。校巴）

## 相鄰車站
西日本旅客鐵道
 JR神戶線（東海道本線）
■新快速
通過
■快速
住吉（JR-A57）－六甲道（JR-A58）－三之宮（JR-A61）
■普通（包括直通至JR東西線、學研都市線內的區間快速列車）
住吉（JR-A57）－六甲道（JR-A58）－摩耶（JR-A59）

## 外部連結
- 六甲道｜車站資訊：JR出門網 - 西日本旅客鐵道